# 李振华 (山西省军区)
李振华（1928年左右—），男，山东利津人，中华人民共和国军事人物，曾任中国人民解放军山西省军区副司令员。

## 生平
1945年参加八路军。曾任山东渤海特务二团班长、连长。中华人民共和国成立后，最高任职为中国人民解放军山西省军区副司令员。离休后居住在太原的山西省军区第二干休所。2015年，获授“抗战胜利70周年纪念章”。